# Allur (B), Chitapur
Allur (B) là một làng thuộc tehsil Chitapur, huyện Gulbarga, bang Karnataka, Ấn Độ.